# Velluters
El barri del Pilar, també conegut tradicionalment com a Velluters, és un dels sis barris que componen el districte de Ciutat Vella de València. L'any 2009 tenia 4.067 habitants. Es tracta del barri situat més a l'oest del centre històric de la ciutat. Limita al nord amb el barri del Carme, a l'est amb el barri del Mercat, al sud amb el de Sant Francesc i a l'oest amb el del Botànic, al districte d'Extramurs.
El nom del barri oficialment és El Pilar, pel convent de Nostra Senyora del Pilar de l'orde dels Dominics fundat l'any 1611, església que encara existeix, a la plaça homònima, prop dels carrers de Guillem de Castro i de l'Hospital. La denominació de Velluters ha sigut probablement la més popular del barri des que, a partir del segle xv, s'instal·laren nombrosos tallers artesans de la seda i del vellut, fruit de la puixant indústria sedera valenciana des del segle xiv.

## Geografia

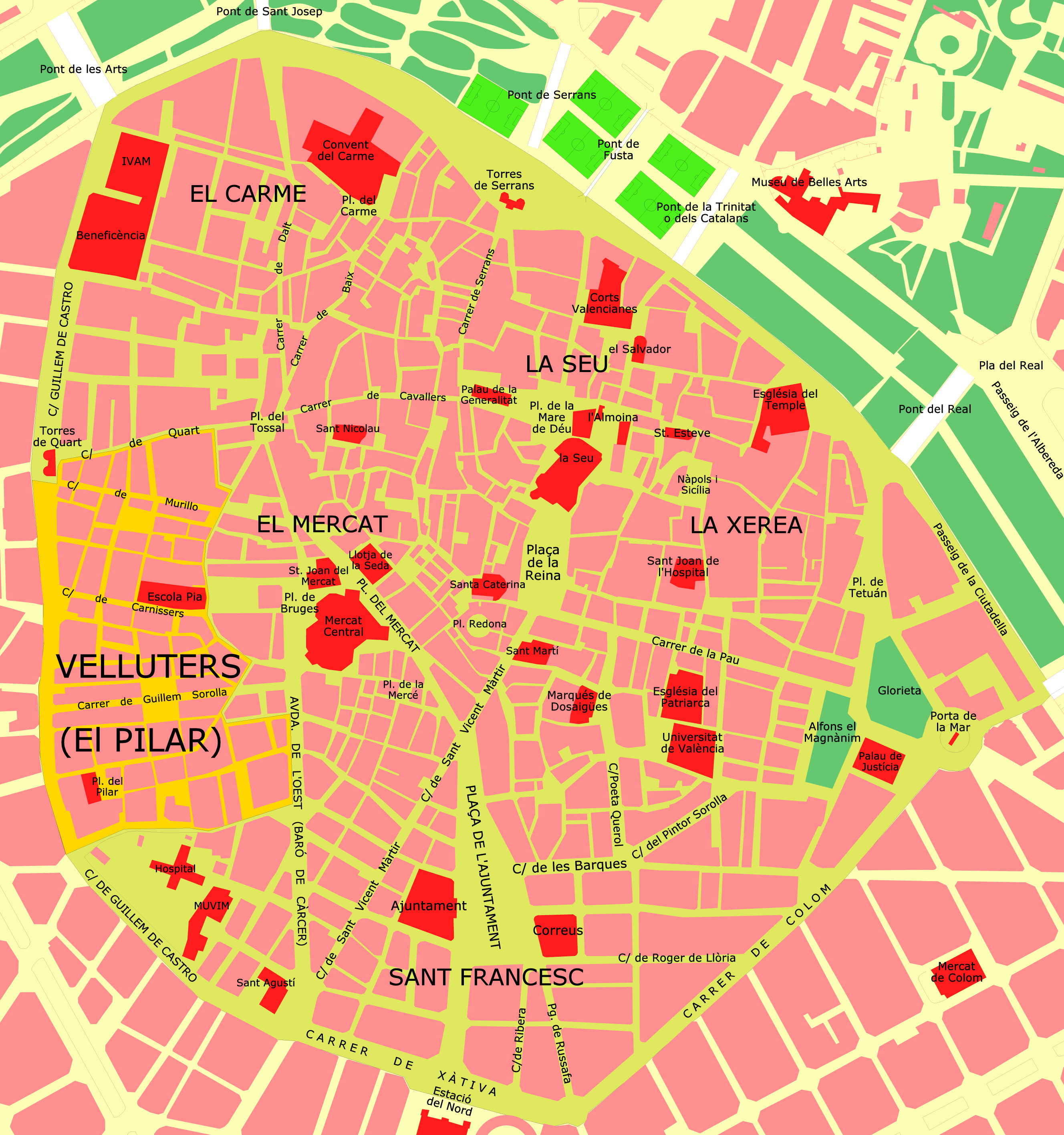
Plànol urbà (en ocre) de Velluters

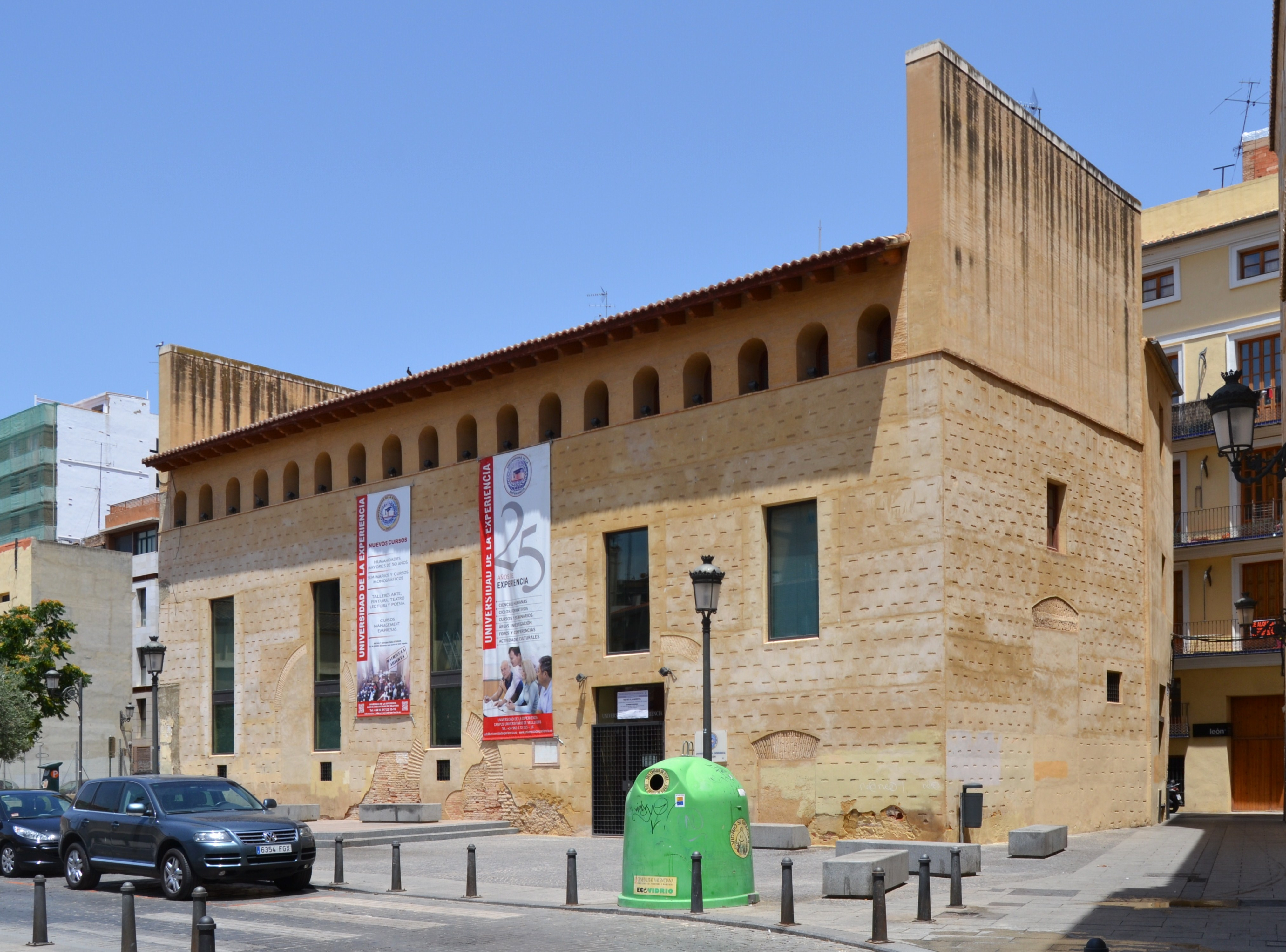
Palau Balmes

El barri de Velluters es troba geogràficament localitzat al centre-oest del districte de Ciutat Vella de València, sent el de superficie més reduïda d'aquest districte.
L'actual barri es troba delimitat pels carrers de Guillem de Castro a l'oest separant-lo del barri del Botànic (Extramurs), el de Quart al nord separant-lo del Carme (Ciutat Vella), els carrers del Rei En Jaume, del Moro Zeit, de Santa Teresa, del Peu de la Creu, de Maldonado, de la Beata i l'avinguda de l'Oest a l'est, separant-lo del barri del Mercat (Ciutat Vella), i pel carrer de l'Hospital al sud separant-lo del barri de Sant Francesc (Ciutat Vella) abans d'arribar a Guillem de Castro novament.

### Nomenclàtor
- C/. Actor Rivelles
- C/. Aladrers
- Pl. Almansa
- C/. Angelicot
- C/. Arolas
- C/. Asil de la infància
- C/. Balmes
- C/. Bany
- C/. Beata
- C/. Bisbessa
- Pl. Botja
- C/. Camarón
- C/. Carnissers
- C/. Carrasquer
- Pl. Coll
- C/. Colomer
- C/. Editor Cabrerizo
- C/. Editor Manuel Aguilar
- Pl. El Pilar
- C/. En Plom
- C/. En Sendra
- Pl. Encarnació
- Pl. Escoles Pies
- C/. Foios
- C/. Forn de l'hospital
- C/. Guillem de Castro
- C/. Guillem Sorolla
- C/. Hospital
- C/. Lope de Rueda
- C/. Maldonado
- C/. Moro Zeid
- C/. Murillo
- Av. Oest
- C/. Palomar
- C/. Patis de Frígola
- C/. Peu de la Creu
- C/. Pintor Domingo
- C/. Presseguer
- C/. Quart
- C/. Ràfol
- C/. Recared
- C/. Rei En Jaume
- C/. Roger de Flor
- C/. Sant Antoni
- C/. Santa Teresa
- C/. Teixidors
- C/. Torn de l'hospital
- C/. Triador
- C/. Viana
- C/. Villena
- C/. Vinatea
- Pl. Viriat

### Monuments i elements importants
Inclou alguns dels monuments més interessants de la ciutat, com ara:
- Col·legi de l'Art Major de la Seda (s. XV): es troba al sud del barri al carrer de l'Hospital, encara que l'edifici està en terreny de Sant Francesc.
- Església del Pilar (s. XVII-XVIII).
- Església de les Escoles Pies (s. XVIII).
- Palau dels Tamarit (s. XVIII).
- Palau Balmes (s. XIX): antiga seu del gremi de fusters de València.[4]
- Convent Carmelita de l'Encarnació.

## Història

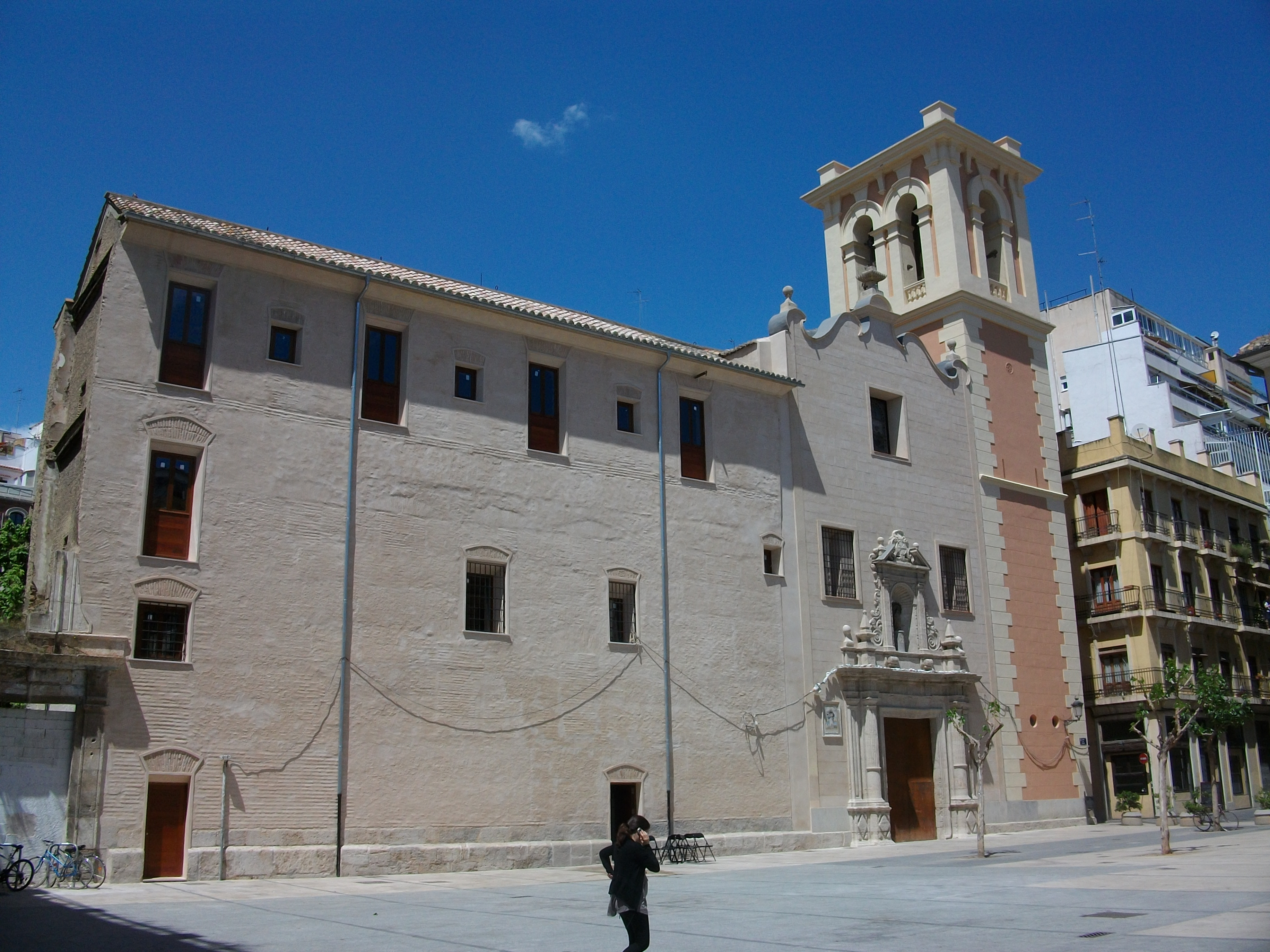
Convent i església del Pilar

El portal de Quart (1950)

El ple desenvolupament del barri es va produir després de la construcció de la muralla medieval per ordre de Pere el Cerimoniós l'any 1356. Abans era encara una àrea extramurs de l'antiga muralla àrab i, amb la construcció de la nova muralla, conegué un ràpid desenvolupament intramurs, i amb un plànol en escaquer, a diferència de la intricada trama d'origen islàmic d'altres barris de la Ciutat Vella com la Xerea, la Seu i el Mercat.
Al segle xvii, s'establí al barri el convent de dominics de Nostra Senyora del Pilar, del qual, hui en dia en resta l'església i algunes dependències.
A partir del segle xv, s'instal·laren nombrosos tallers artesans de la seda i del vellut, que li van donar nom al barri. La manufactura de la seda fou la principal i quasi única activitat que es desenvolupava al barri, però la crisi de la indústria sedera de València a mitjan segle xix suposà l'inici de la seua decadència i deteriorament.
Després de l'enderrocament de les murades el 1865, el barri restà solament una àrea residencial. La manca d'equipaments i les destrosses urbanístiques del segle xx, especialment l'obertura de l'avinguda de l'Oest (1940-1957), aïllaren el barri de la resta de la ciutat i van fer que perdera la seua uniformitat i esdevinguera un barri degradat, cosa que li va donar una mala imatge cara a la gent que l'identificava amb marginalitat.
Als principis del segle xxi, s'ha fet un important esforç de rehabilitació i de reconstrucció per part de l'Ajuntament de València, que inclou l'esponjament d'algunes places (com ara la plaça de Viriat), i la construcció del carrer de Guillem Sorolla entre Guillem de Castro i avinguda de l'Oest. Entre els carrers de Murillo i de Quart, es pot dir que s'ha bastit una àrea residencial nova de trinca, tot i que en general amb edificis que harmonitzen amb l'entorn. Això ha possibilitat que des del 2003 s'haja frenat el fort despoblament que patia des dels anys 1980 i encara des dels anys 1960.

## Demografia
Població segons origen (2022)
Activitats econòmiques (2022)
Població per edat (2022)

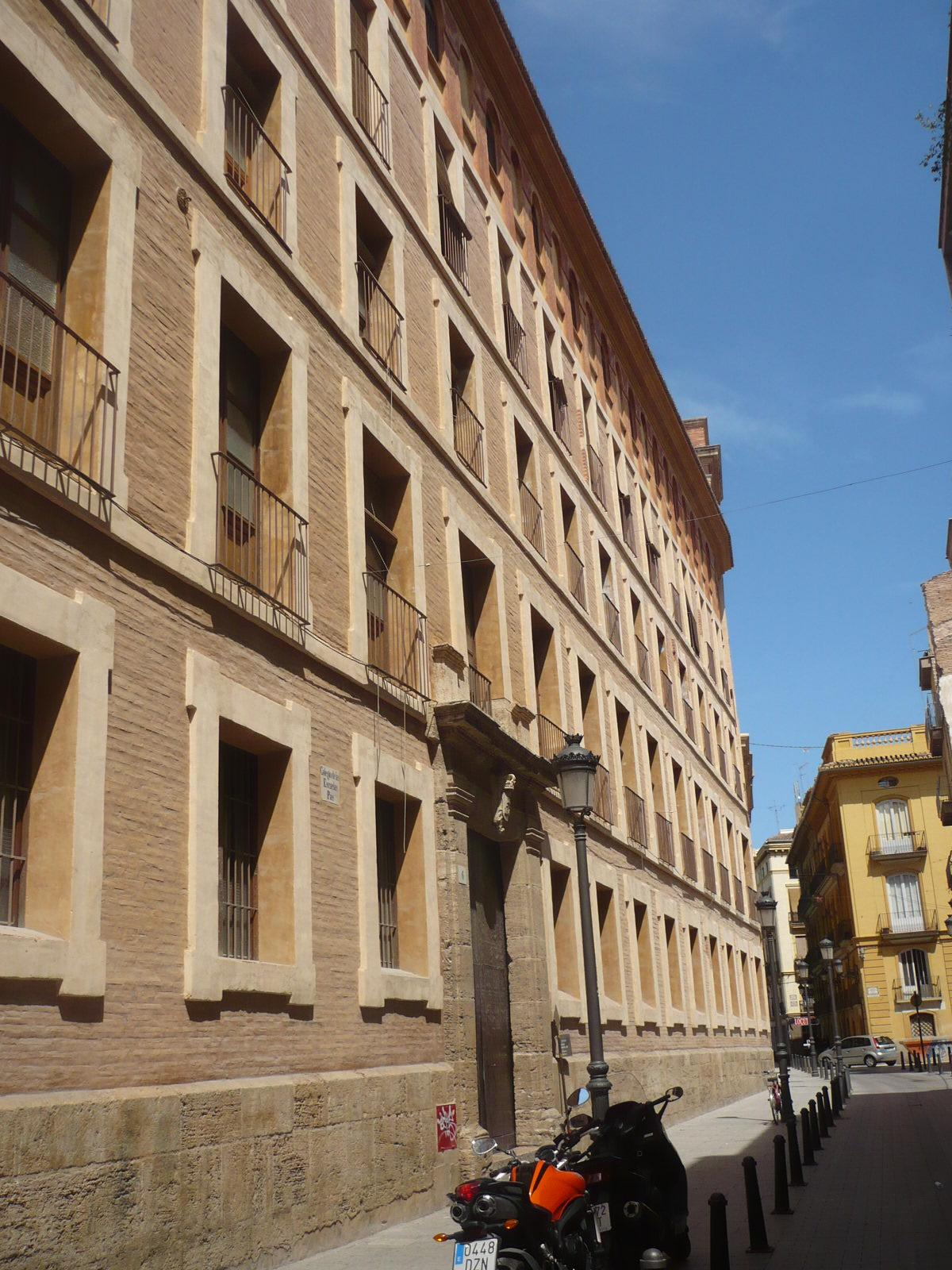
Escoles Pies, al c/. dels Carnissers

Des dels primers registres de l'any 1970, la població del barri de Velluters ha minvat de manera estable i moderada. Segons la fitxa d'estadística de l'Ajuntament de València de l'any 2022, al barri viuen 4.749 persones, de les quals hi han 2.234 homes i 2.515 dones; majoritàriament entre els 35 i 54 anys ambdós sexes. Quant a alfabetització, el grup més nombrós d'habitants (2.800) té "Batxiller, Formació Professional de Segon Grau o Títols equivalents o superiors" seguit del que té "graduat escolar o equivalent" (837) fent aquests dos grups més del 50% de la població. Hi han 662 menors d'edat al barri.
Velluters només té una institució d'ensenyament reglat: les Escoles Pies, un centre educatiu concertat i religiós que impartix l'educació infantil, la primària, la secundària obligatòria (ESO) i el batxillerat. Els centres d'atenció primària (CAP) més pròxims són el del Guillem de Castro (al barri del Botànic) i el de Nàpols i Sicília (al Carme), ambdós dependents de l'Hospital General de València.
| Gràfica d'evolució de Velluters entre 1970 i 2021 |
|                                                   |

## Transport

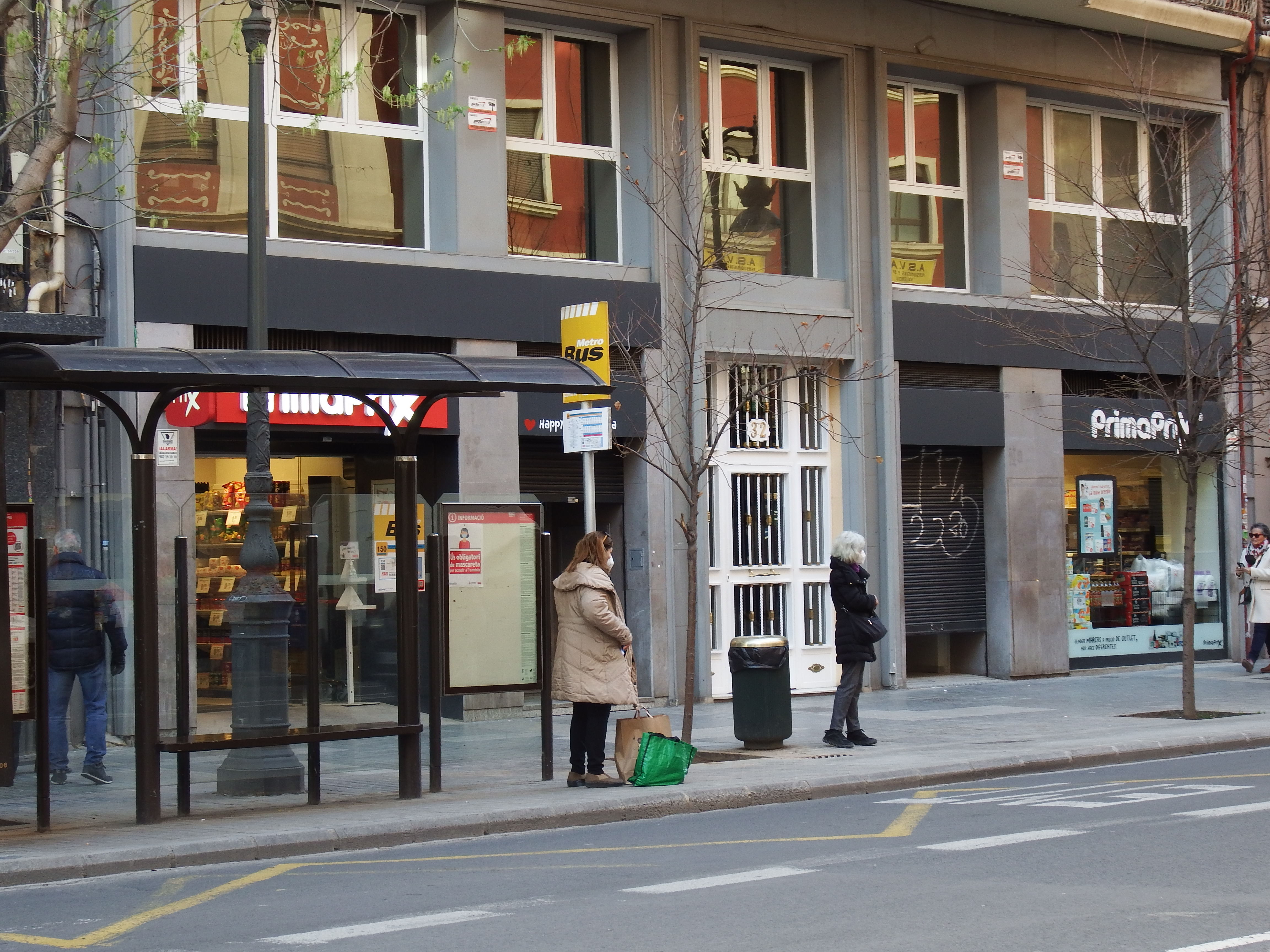
Parada de bus a l'avinguda de l'Oest de Velluters (2022)

El més recomanable és passejar caminant pel barri, però a l'interior del barri està permès el trànsit de vehicles a una velocitat màxima de 30 km/h.
- Empresa Municipal de Transports de València (EMT)[7]
  - C1 - 7 - 11 - 27 - 28 - 60 - 62 - 73

Les línies de metro i tramvia no arriben fins al barri, però l'estació d'Àngel Guimerà de Metrovalencia es troba a menys de 200 metres al sud-oest del barri, a la Gran via de Ferran el Catòlic entre els barris d'Arrancapins i El Botànic, tots dos del districte d'Extramurs, amb les línies 1, 3 i 5. L'any 2002, la Generalitat Valenciana anuncià la creació de la línia T2 de MetroValencia que havia de travessar amb un tramvia subterrani el districte de nord a sud amb tres estacions: Museus o Serrans (entre el pont de Sant Josep i el pont dels Serrans), Carme (prop del mercat de Mossén Sorell) i Mercat (junt al mercat Central). La construcció s'inicià l'any 2005. En 2011 es van paralitzar les obres per falta de fons, amb l'estació del Mercat Central acabada i la part subterrània del tram entre Alacant i Natzaret parcialment completada.